# Eilif Ragnvaldsson
Enligt Snorre Sturlasson var Eilif Ragnvaldsson hövding för kung Jaroslav I:s landvärnsmän när Harald Hårdråde kom till Novgorod i landsflykt år 1031. Eilif föddes förmodligen i Skara i Västergötland där hans far Ragnvald var jarl över Västergötland, Värmland och Bohuslän. År 1019 flyttade han med sina föräldrar till Gårdarike, där Ragnvald blev jarl över Ingermanland och bodde i Aldeigjuborg (nuvarande Staraja Ladoga). 